# George Hovland
George J. Hovland (* 10. Juni 1926 in Duluth, Minnesota; † 9. Mai 2021 ebenda) war ein US-amerikanischer Skilangläufer.
George Hovland nahm an den Olympischen Winterspielen 1952 in Oslo teil. Er belegte im 18-Kilometer-Rennen den 71. und im 4 × 10 Kilometer-Staffelrennen zusammen mit John Burton, Theodore Farwell und Wendell Broomhall den 12. Platz.
Zwischen 1973 und 2012 nahm Hovland an jedem American Birkebeiner teil. Der US-Amerikaner war zudem der erste Nicht-Europäer, der an einem Wasalauf teilnahm. Er gründete die Skigebiete von Spirit Mountain und das Snowflake Nordic Ski Center.
Hovland starb am 9. Mai 2021 im Alter von 94 Jahren aufgrund von Komplikationen während einer Hüftoperation im St. Luke‘s Hospital von Duluth, nachdem er zwei Wochen zuvor gestürzt war.